# Модель колективних позовів
Модель колективних позовів це договори майнового страхування в яких приведено більше ніж одна вимога і пов'язані з ними ризики. Тут як і в моделі індивідуальних позовів основною задачею є обґрунтування розміру страхового резерву, що забезпечує виплати по вимогах для одного портфеля договорів колективних позовів.
Основна ідея побудови моделі і проведення відповідних розрахунків полягає в наступному: весь портфель розглядається як один договір майнового страхування. Розглядається процес надходження позовів по портфелю в цілому. Поступаючи позови не пов'язують з конкретним договорами, а розглядають як результат сумарного ризику даного портфеля
Модель колективних позовів базується на таких припущеннях:
1. аналізується фіксований, відносно короткий проміжок часу;
2. плата за страховку повністю вноситься на початку аналізованого періоду;
3. позови що надходять не пов'язуються з конкретними договорами, а розглядаються як результат сумарного ризику компанії;
4. як основну характеристику портфеля розглядають не кількість укладених угод, а загальну кількість позовів за період, що аналізується.

У індивідуальній моделі розраховуються характеристики за одним договором, а потім результати підсумовуються по відомому числу договорів. У колективній же моделі число договорів не потрібно знати з тієї причини, що моделюється число вимог про виплату.
Модель колективних позовів розглядається у:
1. Визначення імовірності використання компанією своїх зобов'язань по портфелю договорів майнового страхування;
2. Визначення імовірності нерозорення у будь-який момент пред'явлення вимог про виплату страхового відшкодування.